# Гремучий (Сарактаський район)
Грему́чий (рос. Гремучий) — селище у складі Сарактаського району Оренбурзької області, Росія.

## Населення
Населення — 106 осіб (2010; 169 у 2002).
Національний склад (станом на 2002 рік):
- росіяни — 86 %